# Meunye Seuleumak
Meunye Seuleumak is een bestuurslaag in het regentschap Aceh Utara van de provincie Atjeh, Indonesië. Meunye Seuleumak telt 300 inwoners (volkstelling 2010).